# Conseil de l'oblast de Kharkiv
8e
Le Conseil de l'oblast de Kharkiv est une assemblée élue de l'oblast de Kharkiv. Elle possède 120 membres. Elle ne possède pas d'initiative législative. La durée de chaque législature est de cinq ans.

## Composition
| Législature | Élection        | Composition | Composition                                                                    | Président                                 |
| ----------- | --------------- | ----------- | ------------------------------------------------------------------------------ | ----------------------------------------- |
| 7e          | 25 octobre 2015 |             | Composition : - R (uk) (50) - BBP (20) - OB (19) - OS (12) - NK (11) - VOB (8) | Serhii Chernov                            |
| 8e          | 25 octobre 2020 |             | Composition : - BKUK (46) - OP (29) - SN (17) - BSRU (17) - ES (11)            | Artur Tovmasyan Tetiana Yehorova-Lutsenko |